# 学士（社会学）
学士（社会学）(がくし しゃかいがく、Bachelor of Arts in Social.）は、学士の学位の一つ。社会学領域の主な学士号の一つで上位の教育課程では修士（社会学）や博士（社会学）などの学位がある。旧学位制度では社会学士と称した。
当該学位は主に四年制大学の社会学部ないし、社会学科など社会学を主たる専攻領域とする学部学科で授与されるものである。日本では学士号は長らく学位ではなく称号として位置づけられ、社会学士の称号は1963年(昭和33年)に文部省が定めた大学設置基準にて、29種類ある学士号の一つとして位置づけられてきた。しかし、1991年（平成3年）の学位制度改正によって、学士号が称号から学位に移行し、学位の名称も「○○学士」と専攻名称を冠する表記から「学士（○○）」と学位の後に括弧書きで専攻分野を付記する方式に変更。この制度改正に伴い、従前の制度で授与されていた社会学士の称号については学校教育法附則にて学位と看做されることとなった。
また、学位の種類も国が定める方式が廃され、各大学が自由に定められるようになった。その結果、学士号の種類も年々増加し全学問領域で700を超え、社会学分野の学士号も学士（社会学）をはじめ、学士（現代社会学）、学士（人文社会学）、学士（人間社会学）などその種類も多様化しつつある。
また、同91年以降は大学卒業生以外にも学士号取得の機会が開かれるようになり、現在、独立行政法人大学改革支援・学位授与機構でも一定の受験資格を満たし、社会学の専攻領域で学位審査に合格した者にもこの学士（社会学）の学位が授与されている。